# Hygrotus sayi
Hygrotus sayi är en skalbaggsart som beskrevs av J. Balfour-browne 1944. Hygrotus sayi ingår i släktet Hygrotus och familjen dykare. Inga underarter finns listade i Catalogue of Life.